# Culex insequens
Culex insequens är en tvåvingeart som beskrevs av E. Sydney Marks 1989. Culex insequens ingår i släktet Culex och familjen stickmyggor. Inga underarter finns listade i Catalogue of Life.